# Coupe d'Afrique des nations de beach soccer 2022
Navigation
Saly 2021 Égypte 2024
La Coupe d'Afrique des nations de beach soccer 2022 est la 11e édition de la Coupe d'Afrique des nations de beach soccer. Elle se déroule du 21 au 28 octobre 2022 à Vilankulo, au Mozambique.
La compétition est remportée par le Sénégal qui bat le Égypte en finale, après une séance de tirs au but. Les deux finalistes sont qualifiés pour la Coupe du monde de beach soccer 2023 aux Émirats arabes unis.

## Désignation du pays hôte
Le 16 mai 2021, la Confédération africaine de football (CAF) annonce que le Mozambique a été choisi comme pays organisateur de la Coupe d'Afrique des nations de beach soccer 2023 ; c'est la première fois que ce pays organise une phase finale de compétition de la CAF. 

## Qualification
Quatorze équipes participent aux qualifications qui sont prévus en un seul tour aller-retour les 22-24 juillet et 5-7 août 2023. Les matchs sont annoncés par la Confédération africaine de football le 24 juin 2022 après un tirage au sort effectué à Maputo. 
Les sept vainqueurs de ces confrontations rejoignent en phase finale à Vilankulo le Mozambique, pays organisateur. 
La Libye déclare forfait avant le match aller.
La Côte d'Ivoire refuse de poursuivre son match retour pour protester à propos d'un penalty accordé au Maroc dans les dernières minutes ; le match est alors abandonné avec un score de 3-3,. Le 19 août 2022, la CAF sur la base du réglement de la compétition accorde une victoire sur tapis vert au Maroc sur le score de 3-0 sur ce match retour,.
| Équipe 1      | Résultat | Équipe 2   | Aller | Retour |
| ------------- | -------- | ---------- | ----- | ------ |
| Seychelles    | 4 - 11   | Madagascar | 2 - 5 | 2 - 6  |
| Comores       | 5 - 9    | Ouganda    | 2 - 5 | 3 - 4  |
| Malawi        | E 8 - 8  | Tanzanie   | 3 - 2 | 5 - 6  |
| Libye         | forfait  | Nigeria    | -     | -      |
| Côte d'Ivoire | 7 - 9    | Maroc      | 7 - 6 | 0 - 3  |
| Cameroun      | 4 - 11   | Sénégal    | 2 - 5 | 2 - 6  |
| Ghana         | 4 - 11   | Égypte     | 2 - 5 | 2 - 6  |

### Équipes qualifiées
| Équipe     | Position                           | Participation | Meilleur résultat                                                |
| ---------- | ---------------------------------- | ------------- | ---------------------------------------------------------------- |
| Mozambique | Pays organisateur                  | 5e            | Finaliste (2021)                                                 |
| Égypte     | Vainqueur du tour de qualification | 11e           | Troisième (2006, 2011, 2016, 2018)                               |
| Ouganda    | Vainqueur du tour de qualification | 2e            | Quatrième (2021)                                                 |
| Maroc      | Vainqueur du tour de qualification | 9e            | Troisième (2013, 2021)                                           |
| Malawi     | Vainqueur du tour de qualification | 1re           | Première participation                                           |
| Sénégal    | Vainqueur du tour de qualification | 10e           | Vainqueur (2008, 2011, 2013, 2016, 2018, 2021)                   |
| Nigeria    | Vainqueur du tour de qualification | 11e           | Vainqueur (2007, 2009) Déclare forfait avant le début du tournoi |
| Madagascar | Vainqueur du tour de qualification | 6e            | Vainqueur (2015)                                                 |

## Ville et site
| [[Fichier:Mozambique adm location map.svg\|100px\|{{#if:\|{{{alt}}}\|Ville hôte de la compétition est dans la page Mozambique.]]Vilankulo Ville hôte de la compétition (Mozambique) |

La ville de Vilankulo accueille la compétition. La Vilankulos Arena est érigée en 2022 pour l'occasion, au sein du complexe sportif de Vilankulo, construit dans un ancien jardin d'enfants de la ville ; sa capacité est de 1 200 places.

## Tirage au sort
Le tirage au sort se déroule le 16 septembre 2022 à Maputo.

## Compétition

### Groupe A
| Rang | Équipe     | Pts | J | G | N | P | Bp | Bc | Diff |
| ---- | ---------- | --- | - | - | - | - | -- | -- | ---- |
| 1    | Maroc      | 6   | 2 | 2 | 0 | 0 | 10 | 4  | +6   |
| 2    | Mozambique | 3   | 2 | 1 | 0 | 1 | 5  | 5  | 0    |
| 3    | Malawi     | 0   | 2 | 0 | 0 | 2 | 5  | 11 | -6   |
| 4    | Nigeria    | 0   | 0 | 0 | 0 | 0 | 0  | 0  | 0    |

- Sélection qualifiée pour les demi-finales
- Sélection qualifiée pour le match pour la 5e place
- Sélection ayant déclaré forfait

| 21 octobre 2022 | Mozambique | 4 – 2 | Malawi | Vilankulos Arena, Vilankulo |
| 15 h 30 UTC+2   |            |       |        |                             |
|                 | Rapport    |       |        |                             |

| 23 octobre 2022 | Maroc   | 3 – 1 | Mozambique | Vilankulos Arena, Vilankulo |
| 15 h 30 UTC+2   |         |       |            |                             |
|                 | Rapport |       |            |                             |

| 24 octobre 2022 | Malawi  | 3 – 7 | Maroc | Vilankulos Arena, Vilankulo |
| 12 h 30 UTC+2   |         |       |       |                             |
|                 | Rapport |       |       |                             |

### Groupe B
| Rang | Équipe     | Pts | J | G | N | P | Bp | Bc | Diff |
| ---- | ---------- | --- | - | - | - | - | -- | -- | ---- |
| 1    | Sénégal    | 9   | 3 | 3 | 0 | 0 | 24 | 9  | +15  |
| 2    | Égypte     | 4   | 3 | 1 | 1 | 0 | 14 | 12 | +2   |
| 3    | Ouganda    | 3   | 3 | 1 | 0 | 2 | 9  | 19 | -10  |
| 4    | Madagascar | 0   | 3 | 0 | 0 | 3 | 11 | 18 | -7   |

- Sélection qualifiée pour les demi-finales
- Sélection qualifiée pour le match pour la 5e place
- Sélection dernière du tournoi

| 22 octobre 2022 | Sénégal | 10 – 1 | Ouganda | Vilankulos Arena, Vilankulo |
| 14 h 0 UTC+2    |         |        |         |                             |
|                 | Rapport |        |         |                             |

| 22 octobre 2022 | Madagascar        | 4 – 4 ap | Égypte | Vilankulos Arena, Vilankulo |
| 15 h 30 UTC+2   |                   |          |        |                             |
|                 | Rapport           |          |        |                             |
|                 | Tirs au but 3 - 4 |          |        |                             |

| 23 octobre 2022 | Ouganda | 6 – 3 | Madagascar | Vilankulos Arena, Vilankulo |
| 12 h 30 UTC+2   |         |       |            |                             |
|                 | Rapport |       |            |                             |

| 23 octobre 2022 | Égypte  | 4 – 6 | Sénégal | Vilankulos Arena, Vilankulo |
| 14 h 0 UTC+2    |         |       |         |                             |
|                 | Rapport |       |         |                             |

| 24 octobre 2022 | Ouganda | 2 – 6 | Égypte | Vilankulos Arena, Vilankulo |
| 14 h 0 UTC+2    |         |       |        |                             |
|                 | Rapport |       |        |                             |

| 24 octobre 2022 | Sénégal | 8 – 4 | Madagascar | Vilankulos Arena, Vilankulo |
| 15 h 30 UTC+2   |         |       |            |                             |
|                 | Rapport |       |            |                             |

### Match pour la cinquième place
| 26 octobre 2022 | Malawi            | 6 – 6 ap | Ouganda | Vilankulos Arena, Vilankulo |
| 12 h 30 UTC+2   |                   |          |         |                             |
|                 | Rapport           |          |         |                             |
|                 | Tirs au but 1 - 4 |          |         |                             |

### Demi-finales
| 26 octobre 2022 | Maroc   | 4 – 5 | Égypte | Vilankulos Arena, Vilankulo |
| 14 h 30 UTC+2   |         |       |        |                             |
|                 | Rapport |       |        |                             |

| 26 octobre 2022 | Sénégal | 3 – 2 | Mozambique | Vilankulos Arena, Vilankulo |
| 15 h 30 UTC+2   |         |       |            |                             |
|                 | Rapport |       |            |                             |

### Match pour la troisième place
| 28 octobre 2022 | Maroc | 6 – 4 | Mozambique | Vilankulos Arena, Vilankulo |
| 14 h 0 UTC+2    |       |       |            |                             |

### Finale
| 28 octobre 2022 | Égypte            | 2 – 2 ap | Sénégal | Vilankulos Arena, Vilankulo |
| 15 h 30 UTC+2   |                   |          |         |                             |
|                 | (en) Rapport      |          |         |                             |
|                 | Tirs au but 5 - 6 |          |         |                             |

## Récompenses individuelles
Le Sénégalais Seydina Mandione Diagne remporte le trophée du meilleur joueur, ainsi que celui du meilleur buteur (10 buts). Le gardien sénégalais Al Seyni Ndiaye est désigné meilleur gardien pour la septième fois.